# Tscheyegg
De Tscheyegg (of ook: Tscheyeck) is een 2666 meter hoge berg in de Ötztaler Alpen in het Oostenrijkse Tirol.
De berg is gelegen in de Nauderer Bergen, een subgroep van de Ötztaler Alpen, net ten oosten van Nauders. Het 2600 meter Tscheyjoch scheidt de berg van de 2740 meter hoge Gueser Kopf. Boven op de top van de Tscheyegg staat een meetstation van de Lawinenwarndienst Tirol, de regionale lawinewaarschuwingsdienst die de sneeuwcondities en weersveranderingen in de gaten houdt en daaruit een voorspelling doet over het lawinegevaar in de regio. De flanken van de Tscheyegg vormen namelijk onderdeel van het skigebied bij Nauders, dat reikt tot bij de 2912 meter hoge Bergkastelspitze. Het gehele skigebied is ontsloten door middel van skiliften. Een stoeltjeslift voert naar de top van de Tscheyegg. De bergtop is te voet in ongeveer twee uur te bereiken vanaf de op 1913 meter hoogte gelegen Nauderer Schihütte.